# João-pinto
João-pinto, corrupião-amazónico ou joão-pinto-laranja (nome científico: Icterus croconotus) é uma espécie de ave da família Icteridae. É encontrada em diversos países da América do Sul, como na Guiana,Paraguai, Brasil, Equador, Peru e Bolívia.